# Länsväg 183
Länsväg 183 går sträckan Herrljunga - Fristad (utanför Borås). Vägen ansluter i Fristad till riksväg 42 som går vidare mot Borås.
Vägen ansluter till
- Riksväg 42
- Länsväg 182
- Länsväg 181

Vägen är gemensam med länsväg 182 på ett litet avsnitt vid Grude samt med länsväg 181 en kort sträcka i utkanten av Herrljunga. Väg 183 skyltas hela vägen in till Herrljunga centrum.
Tillsammans med stråket Herrljunga-Vara och länsväg 187 bildar väg 183 en länk mellan de större orterna Lidköping och Borås.

## Standard
Vägen är bitvis mycket krokig. Speciellt mellan Herrljunga och länsväg 182 där den till största delen inte heller har någon mittlinje. Hastigheten är främst skyltad 70km/h men avsnitt med 80km/h förekommer. Det enda större samhälle som passeras är Borgstena strax norr om Fristad.

## Planer
Inga kända ombyggnadsplaner finns

## Historik
Vägen gick före 1985 mellan Fristad och Falköping via Annelund och Floby. Då fanns det inte någon nummerskyltad väg förbi Herrljunga.